# Óriás télibagoly
Az óriás télibagoly (Orbona fragariae)  a rovarok (Insecta) osztályának a lepkék (Lepidoptera) rendjéhez, ezen belül a bagolylepkefélék (Noctuidae) családjához tartozó faj.

## Elterjedése
Közép-Európától Kelet-Szibériáig, a Csendes-óceánig elterjedt faj. Kedveli az erdők szélét, az erdei réteket és a sziklás hegyoldalakat és lejtőket. Németországban Vörös Listán veszélyeztetett faj, a kihalás veszélye fenyegeti. Magyarországról eddig csak kevés lelőhelye ismert (a nyugati határszél néhány pontja, Kaposvár, Budai-hegység, az Északi-Középhegység egyes körzetei), mindenütt ritkaságszámba megy.

## Megjelenése
- lepke: szárnyfesztávolsága: 54–62 mm, feltűnően nagy méretű. Az első szárnyak vöröses barnák. Viszonylag egyenes sárga vonal van a sötétebb belső részen, a külső szélén látható néhány sötét folt.  A hátsó szárnyak sötétbarna alapszínűek néhány sötét folttal, sárga szegéllyel. A potroh is sárga színű széles fekete kereszt sávokkal.
- hernyó:  a fiatal hernyók zöldesek, a kifejlettek barnák.

## Életmódja
- nemzedék: augusztus végéig rajzik és hibernálja magát a következő évre májusig.
- hernyók tápnövényei:  általában szamócafélék, az útifű - ( Plantago), gyermekláncfű - (Taraxacum),  Galium, Clematis, bükköny (Vicia), vagy a fűz (Salix), és a kökény (Prunus spinosa). A szakirodalomban leírtak már kannibalizmust is ennél a fajnál.

## Fordítás
- Ez a szócikk részben vagy egészben  a   Große Wintereule című német Wikipédia-szócikk fordításán alapul.  Az eredeti cikk szerkesztőit annak laptörténete sorolja fel. Ez a jelzés csupán a megfogalmazás eredetét és a szerzői jogokat jelzi, nem szolgál a cikkben szereplő információk forrásmegjelöléseként.